# Achatocarpaceae
Die Achatocarpaceae sind eine Pflanzenfamilie aus der Ordnung der Nelkenartigen (Caryophyllales). Die nur zwei Gattungen mit 7 bis 16 Arten sind nur in der Neotropis verbreitet.

## Beschreibung

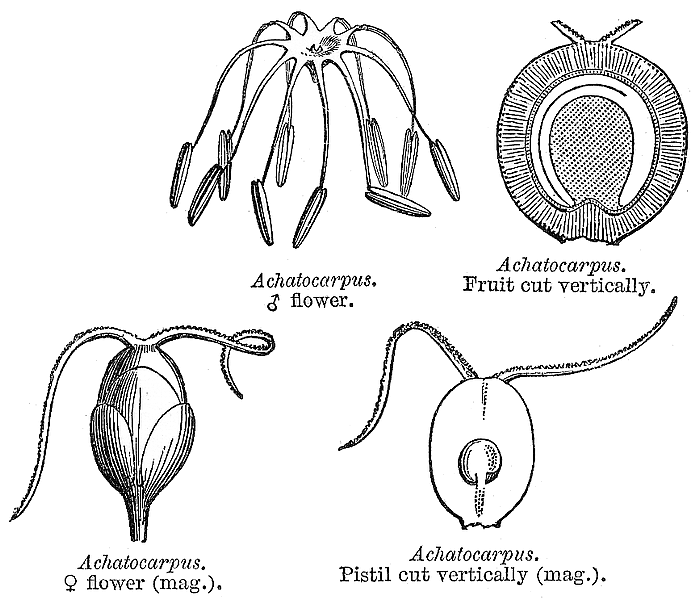
Illustration von Achatocarpus aus E. Le Maout & J.Decaisne, 1873

### Vegetative Merkmale
Es sind laubabwerfende, selten kleine Bäume oder meist Sträucher, die manchmal kletternd sind. Sie sind oft bedornt.
Die einfachen Laubblätter stehen gegenständig oder spiralig an den Zweigen angeordnet. Die Blattränder sind glatt. Die Laubblätter sind oft sukkulent und färben sich beim Trocknen schwarz. Nebenblätter fehlen.

### Generative Merkmale
Sie sind zweihäusig (diözisch) oder einhäusig (monözisch) getrenntgeschlechtig. Es gibt eine große Vielfalt im Aufbau der seitenständigen Blütenstände, die oft nur wenige Blüten enthalten. Die Deckblätter sind grünlich.
Die eingeschlechtigen, relativ kleinen Blüten sind radiärsymmetrisch und vier- oder meist fünfzählig. Es sind nur vier oder fünf grüne, kelchblattartige, freie Blütenhüllblätter vorhanden. Die männlichen Blüten enthalten zehn bis zwanzig fertile Staubblätter. Zwei Fruchtblätter sind zu einem oberständigen, einkammerigen Fruchtknoten verwachsen. Die zwei Griffel sind hornförmig. Es ist nur eine Samenanlage mit basaler Plazentation vorhanden.
Die fleischigen Beeren sind bei Reife durchscheinend oder weiß, besitzen noch Reste der Blütenhüllblätter und enthalten jeweils nur einen Samen. Die glänzenden, schwarzen Samen besitzen einen kleinen Arillus.

## Ökologie
Es wird vermutet, dass die Bestäubung durch Vögel erfolgt, es gibt dazu aber noch keine wissenschaftlichen Untersuchungen.

## Systematik und Verbreitung
Die Familie Achatocarpaceae wurde 1934 durch Anton Heimerl in Engler und Prantl: Die Natürlichen Pflanzenfamilien, Zweite Auflage 16c, S. 174 aufgestellt. Die Typusgattung von Achatocarpaceae  Heimerl nom. cons. ist Achatocarpus Triana.
Früher waren diese Arten in die Familien der Phytolaccaceae, Caryophyllaceae oder Amaranthaceae eingegliedert. Molekularbiologische Untersuchungen haben nahegelegt, dass diese Arten ein monophyletisches Taxon ergeben, weshalb sie in eine eigene Familie Achatocarpaceae gestellt werden.
Die Areale befinden sich in der Neotropis. Die zwei Gattungen mit etwa zwölf Arten sind von Nord- über Zentral- bis Südamerika verbreitet. Das Gesamtverbreitungsgebiet reicht von den südwestlichen USA bis zur Mitte von Chile und Argentinien.
Die Familie der Achatocarpaceae enthält nur zwei Gattungen mit sieben bis zwölf oder 16 Arten:
- Achatocarpus Triana: Die (zwei bis) etwa zehn Arten sind hauptsächlich im zentralen und nordwestlichen Südamerika in ariden Gebieten verbreitet:
  - Achatocarpus balansae Schinz & Autran: Sie kommt in Paraguay und Argentinien vor.[3]
  - Achatocarpus brevipedicellatus H.Walter: Sie kommt in Paraguay vor.[3]
  - Achatocarpus gracilis H.Walter: Sie kommt im westlichen Mexiko vor.[3]
  - Achatocarpus hasslerianus Heimerl: Sie kommt in Paraguay vor.[3]
  - Achatocarpus microcarpus Schinz & Autran: Sie kommt in Bolivien und Paraguay vor.[3]
  - Achatocarpus nigricans Triana (Syn.: Achatocarpus mexicanus H.Walter): Sie kommt von Mexiko bis Bolivien und Venezuela vor.[3]
  - Achatocarpus oaxacanus Standl.: Sie kommt im südlichen Mexiko vor.[3]
  - Achatocarpus praecox Griseb.: Es gibt etwa zwei Varietäten:
    - Achatocarpus praecox var. praecox (Syn.: Achatocarpus brasiliensis H.Walter): Sie kommt in Bolivien, Peru, Paraguay, im südöstlichen Brasilien und im nördlichen Argentinien vor.[3]
    - Achatocarpus praecox var. bicornutus (Schinz & Autran) Botta: Sie kommt vom südlichen Brasilien und Paraguay bis zum nördlichen Argentinien vor.[3]

  - Achatocarpus pubescens C.H.Wright: Sie kommt von Mexiko bis Peru vor.[3]
- Phaulothamnus A.Gray: Sie enthält nur eine Art:
  - Phaulothamnus spinescens A.Gray: Sie kommt vom südlichen Texas bis ins nördliche Mexiko vor.[3]